# جي. جيل روبنسون
جي. جيل روبنسون (بالإنجليزية: J. Jill Robinson)‏ (16 يونيو 1955، لانغلي في كندا)؛ روائية كندية.